# Diócesis de Hong Kong
La diócesis de Hong Kong o de Xianggang (en latín: Dioecesis Sciiamchiamensis, en inglés: Roman Catholic Diocese of Hong Kong y en chino tradicional, 天主教香港教區) es una circunscripción eclesiástica de la Iglesia católica en China. Se trata de una diócesis latina, sufragánea de la arquidiócesis de Cantón, aunque desde 1952 de hecho está inmediatamente sujeta a la Santa Sede. Desde el 17 de mayo de 2021 su obispo es el cardenal Stephen Chow Sau-yan, de la Compañía de Jesús. En 1958 la Asociación Patriótica Católica China separó la parte de la diócesis de Hong Kong que quedó dentro de la República Popular China y erigió la diócesis de Huiyang, que en 1981 fusionó con su diócesis de Cantón, sin el asentimiento de la Santa Sede.  

## Territorio y organización
La diócesis tiene 1106 km² (solo en su territorio de hecho en la región administrativa especial) y extiende su jurisdicción sobre los fieles católicos de rito latino residentes en la región administrativa especial de Hong Kong. Incluye de derecho además parte de la provincia de Cantón (condados de Bao'an, Huiyang y Haifeng, en 1946).
La sede de la diócesis se encuentra en el distrito Central de Hong Kong, en donde se halla la Catedral de la Inmaculada Concepción. 
En 2021 en la diócesis existían 52 parroquias. 

## Historia
Como consecuencia de la primera guerra del Opio, el Reino Unido estableció una colonia en la isla de Hong Kong el 26 de enero de 1841. El 22 de abril de 1841, con el decreto Cum ob conventionem de la Congregación de Propaganda Fide, se erigió la prefectura apostólica de "Hong Kong con las seis leguas circundantes", independiente de la diócesis de Macao, pero bajo la autoridad del obispo de Macao, con el objetivo principal de dar ayuda espiritual a los soldados británicos de religión católica estacionados en Hong Kong, principalmente los irlandeses. Theodore Joset, sacerdote suizo, procurador de la Propaganda Fide en Macao, se convirtió en el primer prefecto apostólico, pero falleció en 1842 y Antonio Feliciani se convirtió en proprefecto apostólico de Hong Kong. Ese mismo año comenzó la construcción de la catedral de la Inmaculada Concepción, que se abrió al culto al año siguiente.
Para 1860 el territorio físico se había extendido mucho más allá de las seis leguas iniciales que rodeaban Hong Kong para incluir el distrito de San-on, la península de Kowloon, la península de Sai Kung y Nam Tau.
El 17 de noviembre de 1874 Hong Kong fue elevada al rango de vicariato apostólico con la bula Non sine arcano del papa Pío IX. Fue confiada hasta 1894 a Timoleone Raimondi, natural de Milán, que ya era el último prefecto apostólico desde 1868. Raimondi fue sucedido por Luigi Piazzoli (1895-1904), Domenico Pozzoni (1905-1924) y Enrico Valtorta, hasta 1946 y desde 1946 obispo de Hong Kong. Además de la isla de Hong Kong, el vicariato apostólico incluía la isla Lantau, sus islas adyacentes y los tres distritos continentales de San-on, Kwei-shing y Haï-fung.
El ejército de Japón atacó Hong Kong el 7 de diciembre de 1941 y lo ocupó hasta el 30 de agosto de 1945, cuando el Reino Unido retomó su control. La ocupación japonesa durante la Segunda Guerra Mundial detuvo casi todas las actividades. Los misioneros fueron evacuados e internados, liberados y expulsados de diversas formas. Después de la guerra, la reconstrucción comenzó de inmediato. 
El 11 de abril de 1946 el vicariato apostólico fue elevado al rango de diócesis con la bula Quotidie Nos del papa Pío XII.
El Partido Comunista de China, que se impuso en la guerra civil, proclamó la República Popular China el 1 de octubre de 1949. El gobierno comunista y el gobierno británico de Hong Kong bloquearon sucesivamente la frontera entre China continental y Hong Kong, aunque antes lograron pasar muchos refugiados católicos. El 4 de septiembre de 1951 China comunista expulsó al nuncio apostólico Antonio Riberi y la Santa Sede continuó reconociendo a la República de China en Taiwán como el legítimo gobierno chino. Todos los misioneros extranjeros fueron expulsados de China comunista en 1952. La conexión entre la arquidiócesis de Cantón y su sufragánea la diócesis de Hong Kong quedó completamente cortada, por lo que esta diócesis quedó de hecho inmediatamente sujeta a la Santa Sede y fuera de la estructura eclesiástica de China. De 1949 a 1952 la diócesis de Hong Kong gradualmente abandonó y dejó de enviar sacerdotes y monjas para cuidar de los fieles en Bao'an, Huiyang, Haifeng y otros lugares fuera del territorio británico. 
En 1958 la Asociación Patriótica Católica China separó la parte de la diócesis de Hong Kong que quedó dentro de la República Popular China y erigió sin el asentimiento de la Santa Sede la diócesis de Huiyang, que en 1981 fusionó con su diócesis de Cantón. Esta última corresponde a la arquidiócesis de Cantón, reducida a diócesis en año desconocido, a la que en 1994 se le separó de su territorio las ciudades de Shanwei (a las diócesis de Shantou) y Heyuan (a la nueva diócesis de Meizhou).
Después de la cesión de la colonia británica de Hong Kong a la República Popular China en 1997, gracias al régimen de autonomía parcial, la comunidad cristiana local no se vio obligada a unirse a la Asociación Patriótica Católica China, por lo que la Santa Sede pudo continuar teniendo un vínculo directo con la diócesis. Por esta razón, Hong Kong (así como Macao) queda fuera de los términos del acuerdo de 2018 entre la Santa Sede y la República Popular sobre el nombramiento de obispos.

## Estadísticas
Según el Anuario Pontificio 2022 la diócesis tenía a fines de 2021 un total de 621 000 fieles bautizados.
| Año                                                                             | Población            | Población | Población      | Sacerdotes | Sacerdotes    | Sacerdotes    | Bautizados por sacerdote | Diáconos permanentes | Religiosos | Religiosos | Parroquias |
| Año                                                                             | Bautizados católicos | Total     | % de católicos | Total      | Clero secular | Clero regular | Bautizados por sacerdote | Diáconos permanentes | Varones    | Mujeres    | Parroquias |
| ------------------------------------------------------------------------------- | -------------------- | --------- | -------------- | ---------- | ------------- | ------------- | ------------------------ | -------------------- | ---------- | ---------- | ---------- |
| 1950                                                                            | 38 500               | 4 000     | 1.0            | 195        | 57            | 138           | 197                      |                      | 179        | 403        | 30         |
| 1970                                                                            | 241 813              | 4 000     | 6.0            | 351        | 60            | 291           | 688                      |                      | 401        | 761        | 28         |
| 1980                                                                            | 266 843              | 5 017 000 | 5.3            | 352        | 73            | 279           | 758                      |                      | 386        | 809        | 53         |
| 1990                                                                            | 258 209              | 5 812 300 | 4.4            | 340        | 76            | 264           | 759                      |                      | 361        | 681        | 62         |
| 1999                                                                            | 347 086              | 6 617 000 | 5.2            | 334        | 70            | 264           | 1039                     | 2                    | 359        | 530        | 59         |
| 2001                                                                            | 371 327              | 6 975 000 | 5.3            | 313        | 67            | 246           | 1186                     | 2                    | 320        | 532        | 55         |
| 2002                                                                            | 355 156              | 6 866 000 | 5.2            | 302        | 63            | 239           | 1176                     | 4                    | 308        | 525        | 54         |
| 2003                                                                            | 367 402              | 6 725 000 | 5.5            | 305        | 65            | 240           | 1204                     | 5                    | 303        | 519        | 52         |
| 2004                                                                            | 353 362              | 6 787 000 | 5.2            | 292        | 62            | 230           | 1210                     | 6                    | 301        | 529        | 52         |
| 2006                                                                            | 344 166              | 6 882 600 | 5.0            | 283        | 62            | 221           | 1216                     | 8                    | 303        | 508        | 52         |
| 2013                                                                            | 547 000              | 7 071 600 | 7.7            | 311        | 74            | 237           | 1758                     | 18                   | 334        | 481        | 51         |
| 2016                                                                            | 581 000              | 7 241 700 | 8.0            | 295        | 72            | 223           | 1969                     | 24                   | 316        | 474        | 51         |
| 2019                                                                            | 611 000              | 7 282 500 | 8.2            | 293        | 74            | 219           | 2085                     | 28                   | 340        | 449        | 52         |
| 2021                                                                            | 621 000              | 7 474 200 | 8.3            | 283        | 72            | 211           | 2194                     | 27                   | 339        | 427        | 52         |
| Fuente: Catholic-Hierarchy, que a su vez toma los datos del Anuario Pontificio. |                      |           |                |            |               |               |                          |                      |            |            |            |

En agosto de 2022 había 169 000 filipinos católicos en Hong Kong.
En el área de la educación, cuenta con 317 escuelas y jardines de infantes que tienen unos 202 000 alumnos católicos.

## Episcopologio
- Theodor Joset † (22 de abril de 1841-5 de agosto de 1842 falleció)
  - Antonio Feliciani, O.F.M. † (11 de diciembre de 1842-4 de octubre de 1847 renunció) (proprefecto)
  - Théodore-Augustin Forcade, M.E.P. † (4 de octubre de 1847-24 de agosto de 1850 renunció) (proprefecto)
- Antonio Feliciani, O.F.M. † (24 de agosto de 1850-20 de junio de 1855 renunció)
- Luigi Ambrosi † (20 de junio de 1855-10 de marzo de 1867 falleció)
- Giovanni Timoleone Raimondi, P.I.M.E. † (27 de diciembre de 1868-27 de septiembre de 1894 falleció)
- Luigi Piazzoli, P.I.M.E. † (11 de enero de 1895-26 de diciembre de 1904 falleció)
- Domenico Pozzoni, P.I.M.E. † (12 de julio de 1905-20 de febrero de 1924 falleció)
  - Sede vacante (1924-1926)
- Enrico Valtorta, P.I.M.E. † (8 de marzo de 1926-3 de septiembre de 1951 falleció)
- Lorenzo Bianchi, P.I.M.E. † (3 de septiembre de 1951 por sucesión-30 de noviembre de 1968 renunció[nota 2])
- Francis Xavier Hsu Chen-Ping † (29 de mayo de 1969-23 de mayo de 1973 falleció)[nota 3]
- Peter Wang Kei Lei † (21 de diciembre de 1973-23 de julio de 1974 falleció)
- John Baptist Wu Cheng-chung † (5 de abril de 1975-23 de septiembre de 2002 falleció)
- Joseph Zen Ze-kiun, S.D.B. (23 de septiembre de 2002 por sucesión-15 de abril de 2009 retirado)
- John Tong Hon (15 de abril de 2009 por sucesión-1 de agosto de 2017 retirado)
- Michael Yeung Ming-cheung † (1 de agosto de 2017 por sucesión-3 de enero de 2019 falleció)
  - Sede vacante (2019-2021)[nota 4]
- Stephen Chow Sau-yan, S.I., desde el 17 de mayo de 2021